# Berryville (Virgínia)
Berryville és una població dels Estats Units a l'estat de Virgínia. Segons el cens del 2000 tenia 2.963 habitants.

## Demografia
Segons el cens del 2000, Berryville tenia 2.963 habitants, 1.239 habitatges, i 783 famílies. La densitat de població era de 635,6 habitants per km².
Dels 1.239 habitatges en un 28,6% hi vivien nens de menys de 18 anys, en un 46,7% hi vivien parelles casades, en un 13,1% dones solteres, i en un 36,8% no eren unitats familiars. En el 32,8% dels habitatges hi vivien persones soles el 18,6% de les quals corresponia a persones de 65 anys o més que vivien soles. El nombre mitjà de persones vivint en cada habitatge era de 2,28 i el nombre mitjà de persones que vivien en cada família era de 2,9.
Per edats la població es repartia de la següent manera: un 23,1% tenia menys de 18 anys, un 5,7% entre 18 i 24, un 27,3% entre 25 i 44, un 21,5% de 45 a 60 i un 22,5% 65 anys o més.
L'edat mediana era de 41 anys. Per cada 100 dones de 18 o més anys hi havia 74,1 homes.
La renda mediana per habitatge era de 39.871 $ i la renda mediana per família de 52.176 $. Els homes tenien una renda mediana de 38.750 $ mentre que les dones 26.531 $. La renda per capita de la població era de 20.337 $. Entorn del 4,1% de les famílies i el 7% de la població estaven per davall del llindar de pobresa.

## Poblacions més properes
El següent diagrama mostra les poblacions més properes.